# Compagnie des Chemins de fer d'intérêt local du Territoire de Belfort

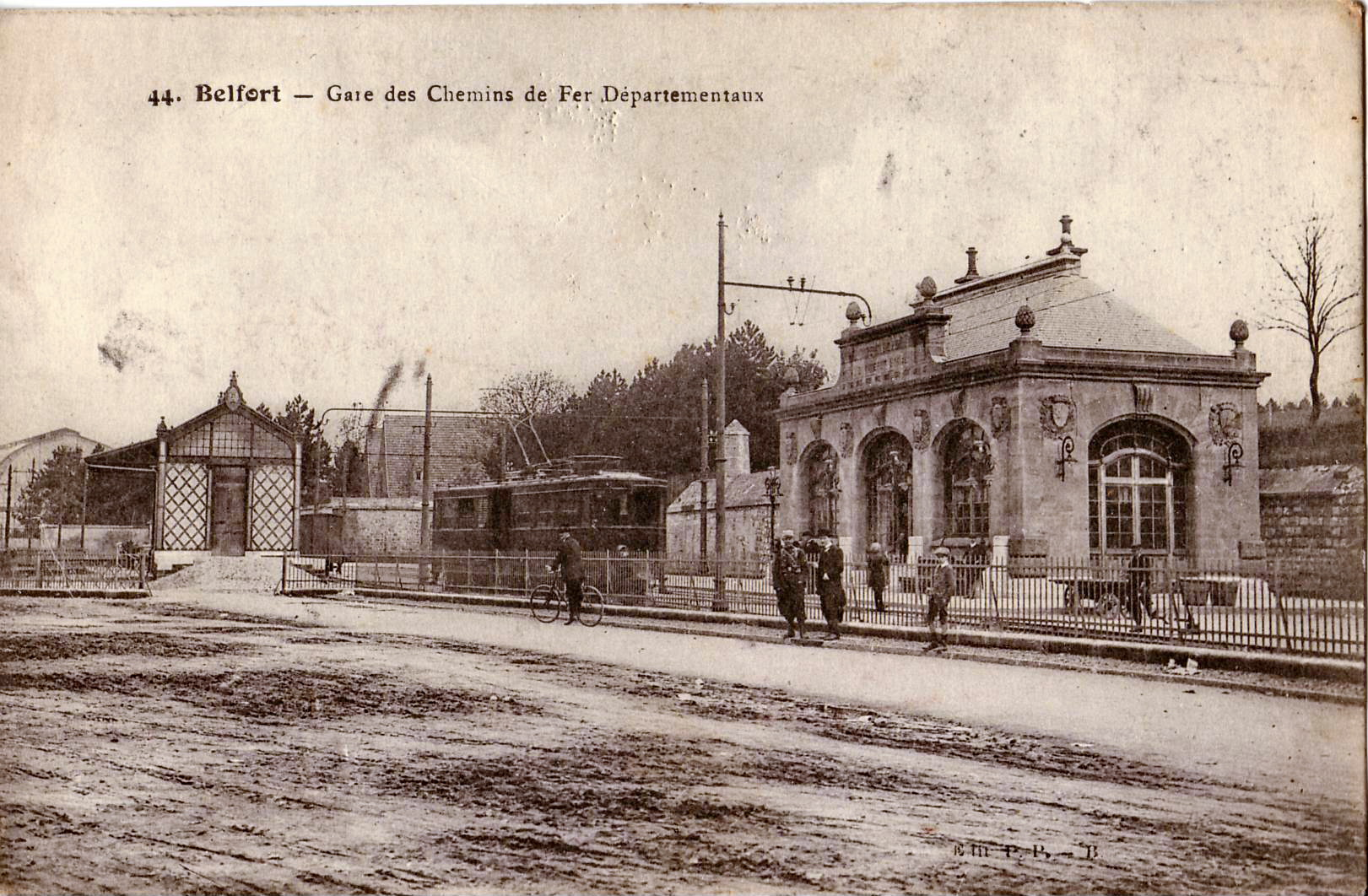
Gare de Belfort du Chemin de fer d'intérêt local, avec une motrice au départ.

La Compagnie des Chemins de fer d'intérêt local du Territoire de Belfort est formée en  1913 pour construire et exploiter un réseau de chemins de fer à voie métrique dans le département du territoire de Belfort. La concession des lignes est attribuée à messieurs Baert et Vernet.

## Historique
Après une déclaration d'utilité publique en novembre 1909, avec l'appui du Conseil général, le réseau est mis en service en 1913.
Le service sera cependant de courte durée puisque les lignes disparaissent progressivement dès 1932 (fermeture de la ligne de Réchésy). La ligne du nord (Étueffont, Rougemont, Lachapelle-sous-Rougemont) est fermée en 1936, sauf l'embranchement d'Étueffont-Haut. En 1938, la ligne de Sochaux disparaît à son tour. Seule subsiste alors la ligne Belfort - Étueffont-Haut, jusqu'au 4 juillet 1948.
Le réseau est construit essentiellement le long des routes, l'armée ayant refusé la création de nouveaux remblais, pour des raisons stratégiques.
Toutes les lignes sont électrifiées en courant monophasé à la tension de 6 600 volts 25 Hz.
L'électricité est produite par la centrale du Chanois des Houillères de Ronchamp puis distribuée par la sous-station de Belfort. Le matériel roulant est composé d'automotrices.
Après un projet d’extension abandonné en 1921, la traction électrique est abandonnée au profit de la vapeur en 1922, à la suite du non-renouvellement du contrat avec les houillères. Elle est ensuite rétablie dans les années 1920 puis disparaît en 1934. Le service est alors assuré par des autorails.

## Infrastructure

### Lignes

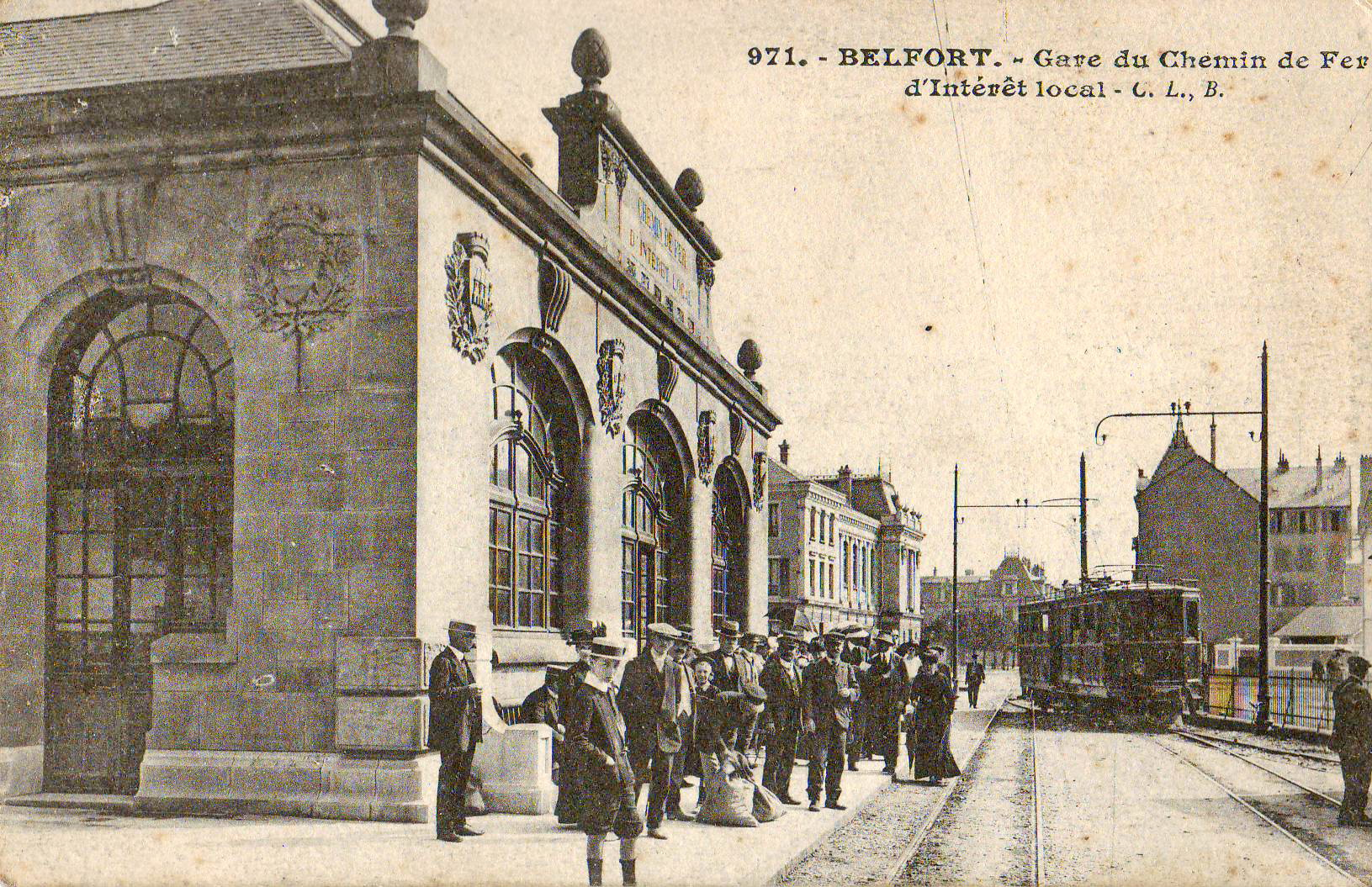
Une rame évoluant dans la gare de Belfort-Intérêt local.

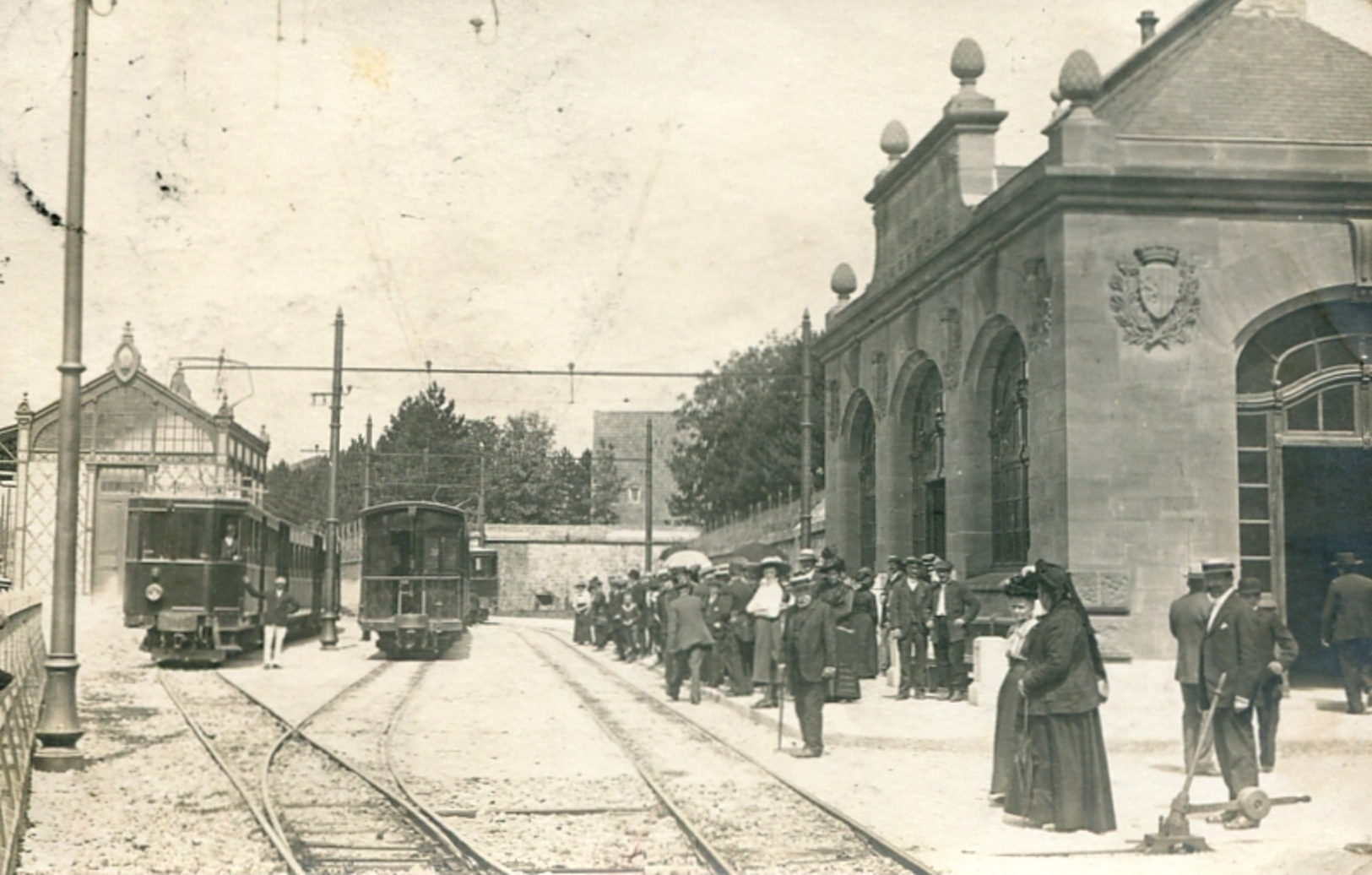
Faisceau de voies de la gare.

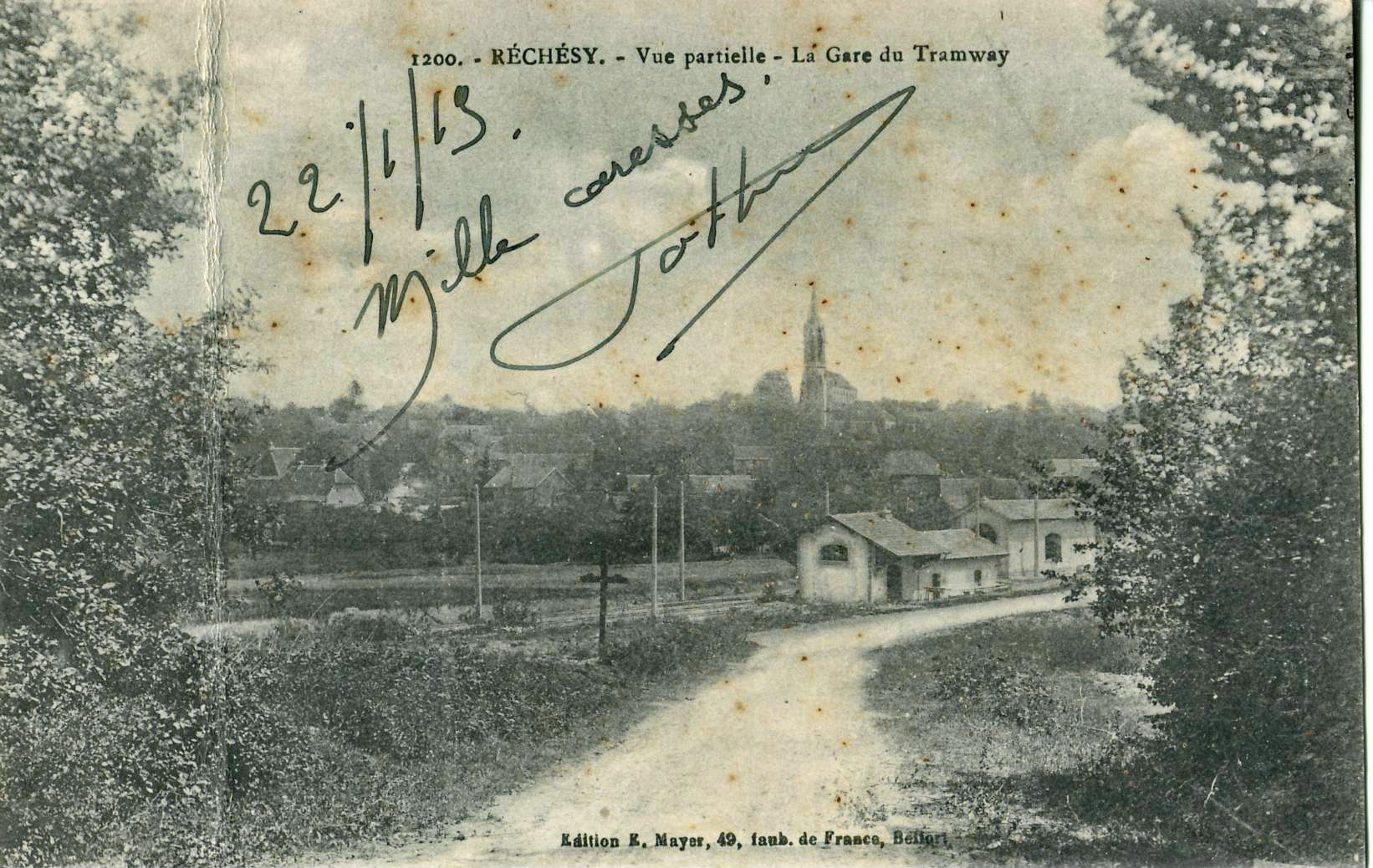
La gare de Réchésy, terminus de la Ligne du sud-est.

- Belfort - Sochaux, (16 km), ouverture le 6 août 1913 ;
- Belfort - Rechesy, (27 km), ouverture le 1er octobre 1913 ;
- Belfort - Les Errues - Etueffont-Haut, (16 km), ouverture le 15 mai 1913 ;
- Les Errues - Rougemont-le-Château, (6 km), embranchement, ouverture le 15 mai 1913 ;
- Les Errues - Lachapelle-sous-Rougemont, (5 km), embranchement, ouverture le 15 mai 1913.

### Gare centrale et dépôt
Le centre du réseau est situé à Belfort, où se trouve la gare d'intérêt local, appelée aussi gare du Nord. La gare est établie à un emplacement stratégique et judicieusement choisi : contre l'ancienne fortification, partiellement détruite, à la limite entre la vieille ville et des nouveaux quartiers créés le long de la Savoureuse depuis le Second Empire, et tout près du marché couvert, de l'autre côté des voies. C'est un bâtiment en grès rose, avec le nom du chemin de fer gravé sur la façade.
Le dépôt et les ateliers se trouvent près de l'étang des Forges, au nord de la ville.

### Correspondances
- Arrêt de Belfort-Banque : situé à l'angle de la rue de la Banque (rue Aristide Briand) et du faubourg de Montbéliard, il donne correspondance avec la Compagnie des tramways électriques de Belfort et la Compagnie des chemins de fer de l'Est (à la gare centrale).
- Gare de Belfort-Transit : gare de transit avec le réseau de l'Est (pour le fret), située au sud de la ville, à la bifurcation des lignes de Sochaux et Réchésy.
- Gare de Sochaux : correspondance avec le tramway de la Vallée d'Hérimoncourt.

### Horaires

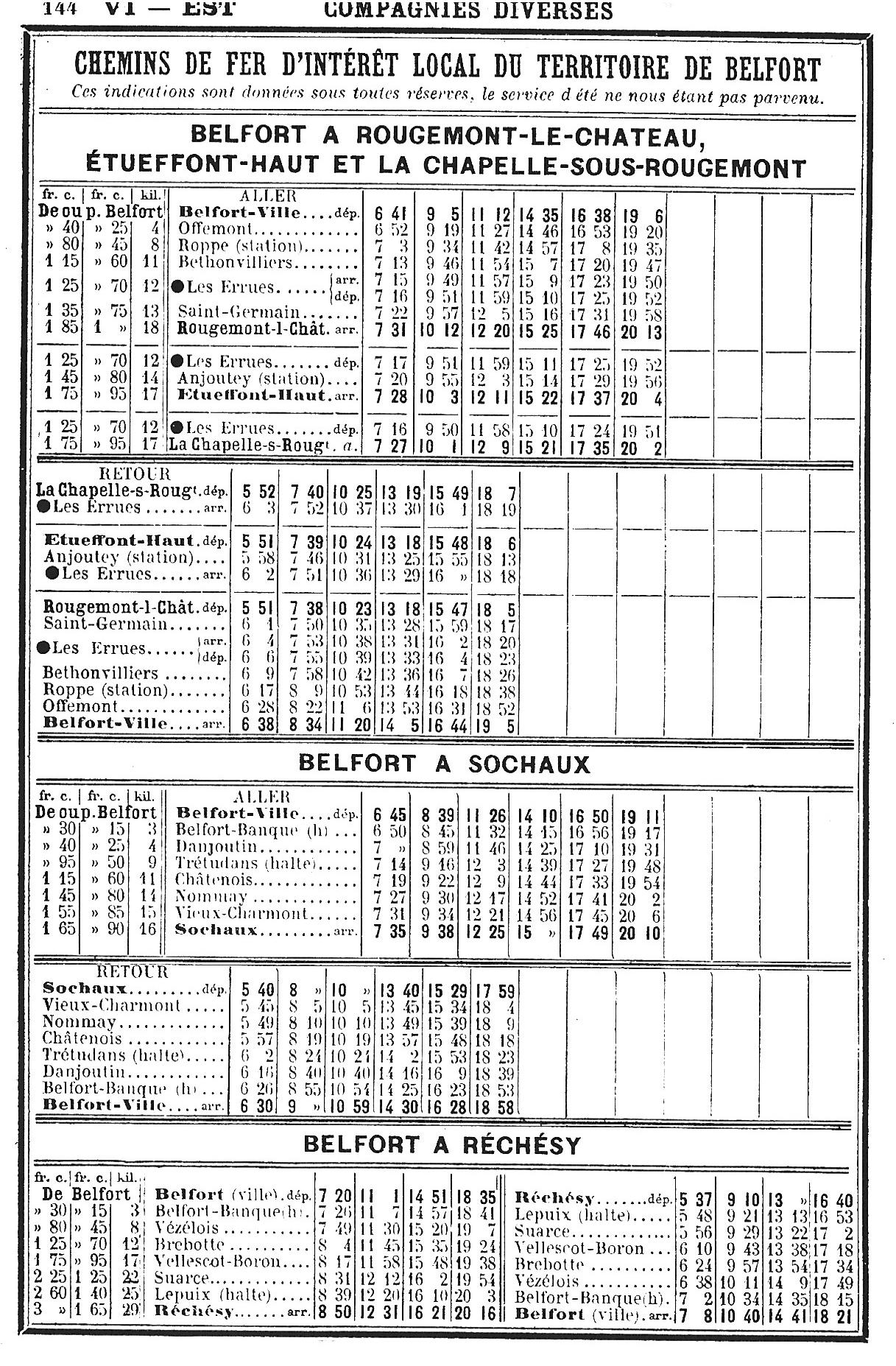
Horaires du réseau en mai 1914.

## Exploitation

### Matériel roulant

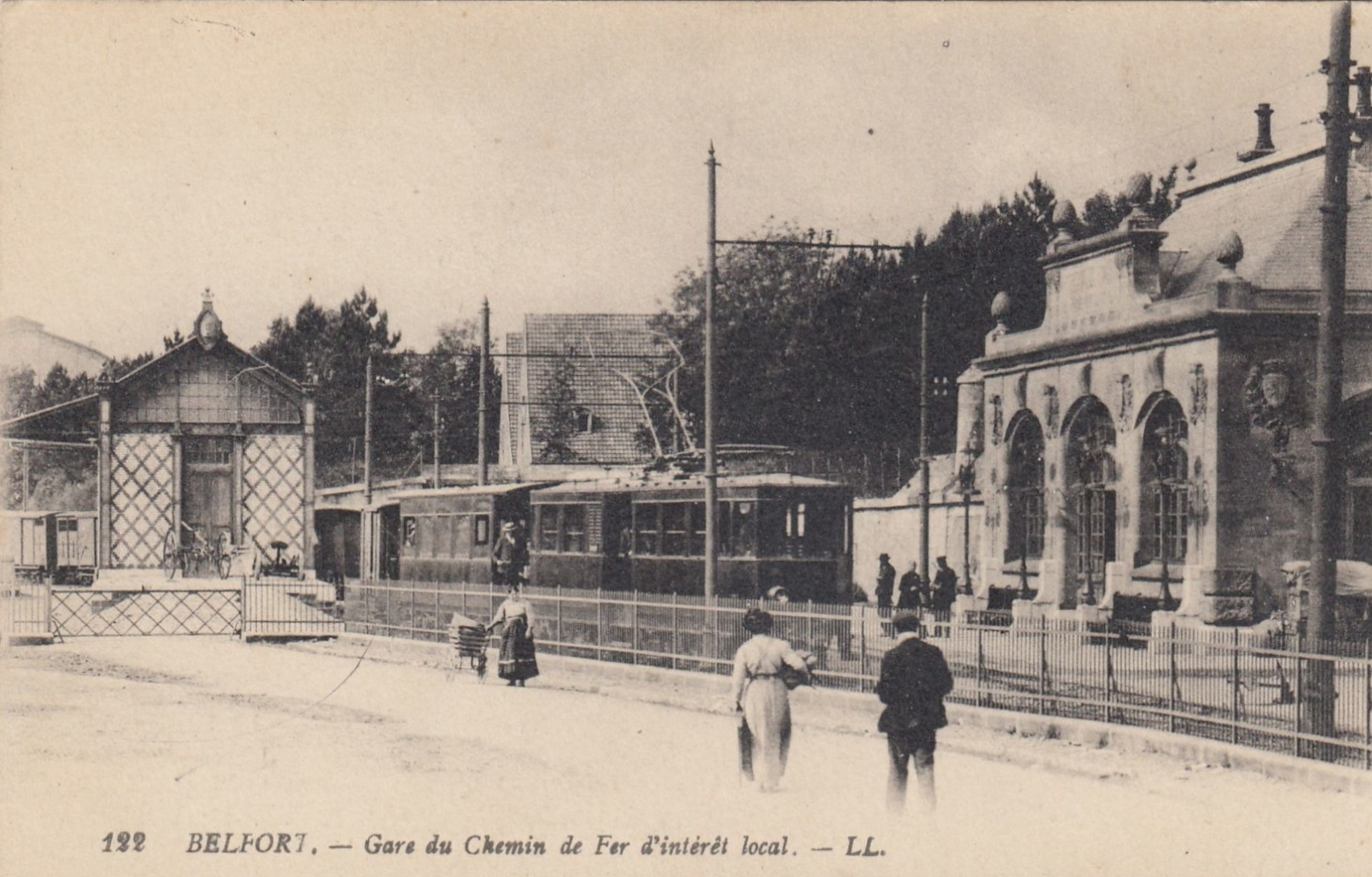
Automotrice et voiture à voyageurs en gare de Belfort.

- dix automotrices électriques à bogies, n°1 à 10, construites par Nicaise et Delcuve et la SACM
- onze voitures à voyageurs à bogies, construites par ANF Blanc-Misseron

## Vestiges et matériels préservés
Certaines gares sont encore visibles :
- la gare de Belfort, reconvertie en bureaux ;
- la gare du dépôt à proximité de l'étang des Forges, reconvertie en logements ;
- la gare terminus d'Étueffont-Haut (commune d'Étueffont), avec son hangar à locomotive, le tout reconverti en habitation et dépendances ;
- la gare terminus de Rougemont-le-Château, désaffectée et en bon état, sa plate-forme étant intacte (seules les voies ont été déposées) ;
- la gare d'Offemont, reconvertie en habitation ;
- la gare de Danjoutin, restructurée et transformée en commerce ;
- la gare de Vézelois, reconvertie en mairie 47° 36′ 24,81″ N, 6° 55′ 03,88″ E ;
- la gare de Vellescot 47° 34′ 17,33″ N, 7° 00′ 50,98″ E ;
- la gare de Vieux-Charmont.

Autres vestiges :
- pont sur la rivière la Vendeline, à Réchésy, et remblai ferroviaire, le tout reconverti en desserte agricole ;
- dans un pré à proximité du hameau des Errues (commune de Menoncourt), l'assiette de la voie est encore visible, bordée par de petits monticules correspondant aux emplacements des supports de la caténaire.

Les voies ayant été la plupart du temps posées le long des routes, leur emprise a depuis été intégrée à celles-ci.

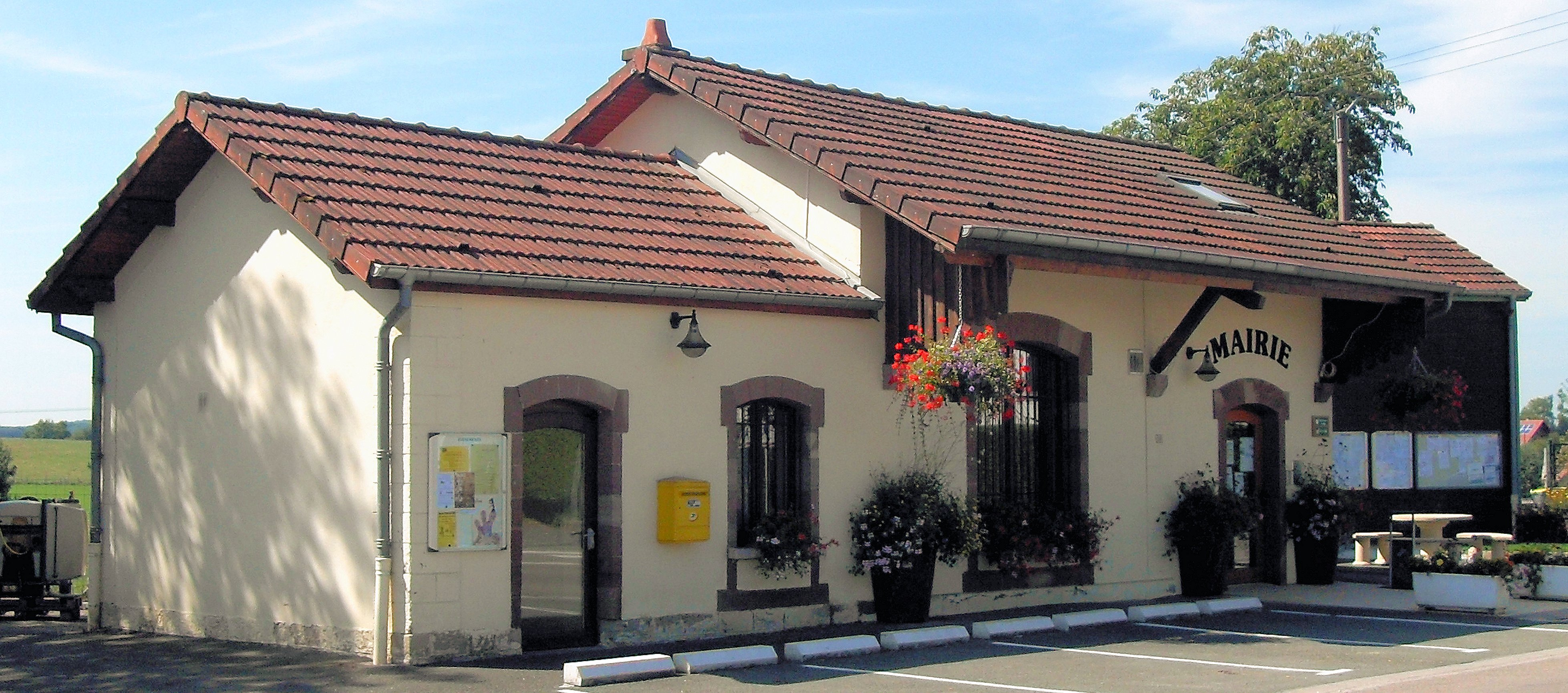
L'ancienne gare de Vézelois devenue la mairie.
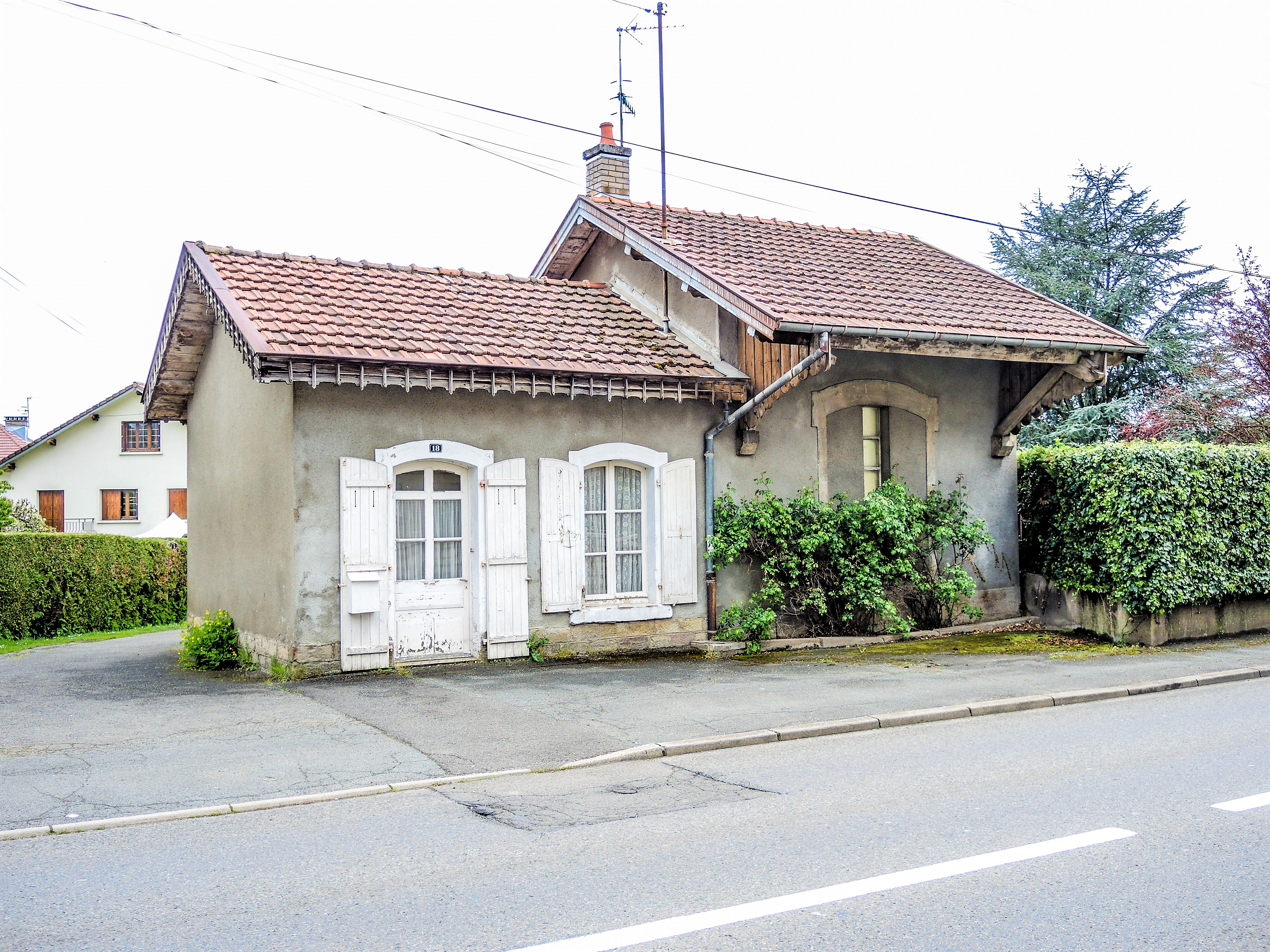
La gare de Vieux-Charmont en 2019.
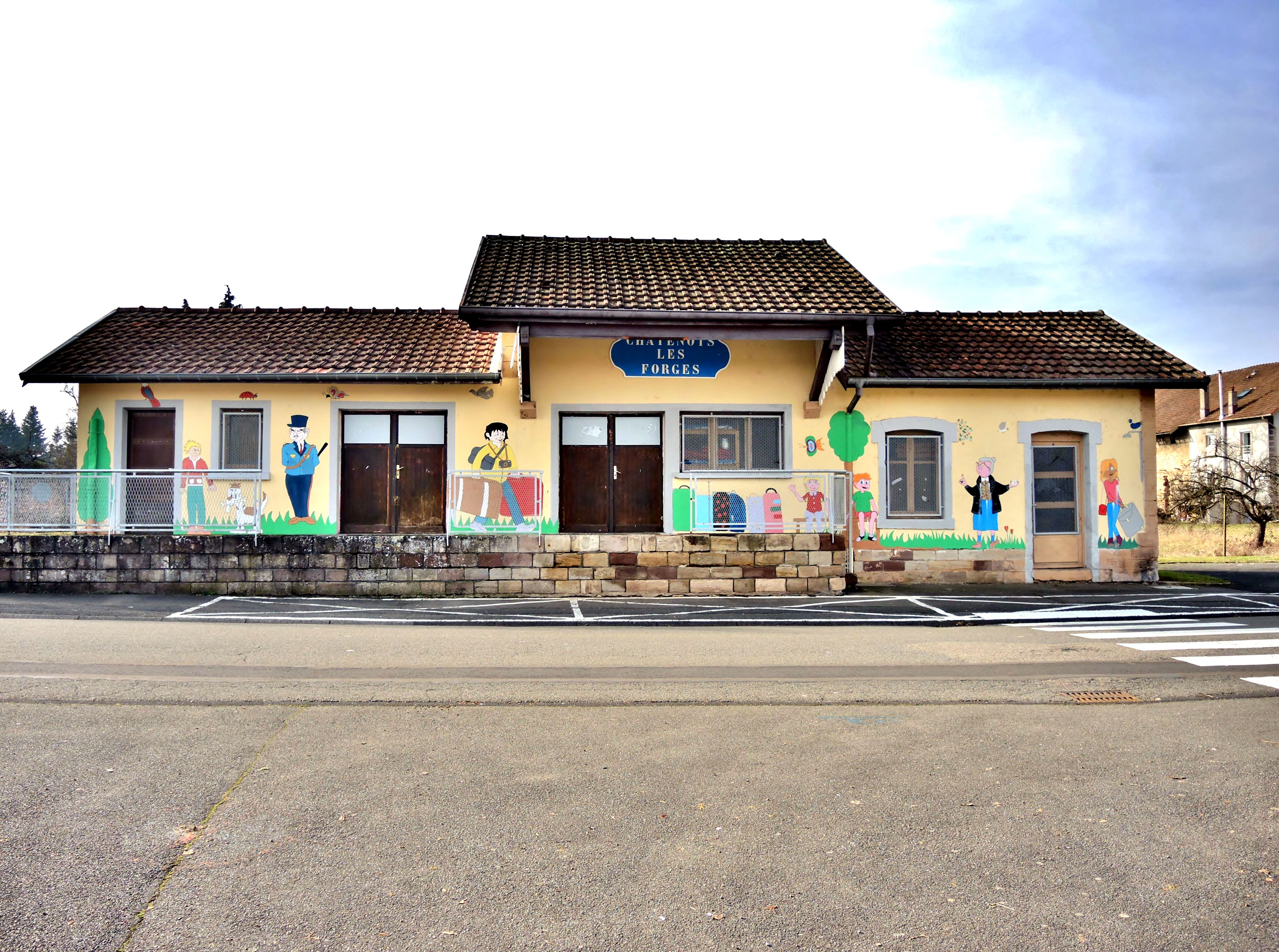
La gare de Châtenois-les-Forges en 2017.